# Cândido Mendes
Cândido Mendes é um município brasileiro do estado do Maranhão. Sua população é de 19.932 habitantes (Censo 2022). É também o nome do jurista brasileiro Cândido Mendes de Almeida, que no Rio de Janeiro originou a Universidade Cândido Mendes. 

## História
- Fundação: 22 de novembro de 1948 (76 anos).[5]
- Histórico: Em 1819, foi aberta pelo Governador do Estado do Pará, Conde de Vila Flor, uma estrada com o fim de estabelecer um correio por terra, entre os Estados do Pará e do Maranhão. O fato deveu-se à existência de um caminho que tinha servido aos seus predecessores, nos séculos XVII e XVIII, no qual o Governador Francisco de Souza Coutinho fundou um lugarejo de nome Redondo, hoje Cândido Mendes, com barca de passagem para o Maranhão, tendo como principal povoador o índio João Nepomuceno.  Desenvolvia-se a povoação quando, em 1835, com a revolta dos Cabanos, no Pará, foi incendiada e destroçada, restaurando-se, mais tarde, graças à interferência do Barão de Tromaí. Seu desbravamento deu-se com a notícia da existência de ouro. Por volta de 1926, os turienses, agradecidos pelos serviços prestados à causa de sua emancipação política pelo Senhor Cândido Mendes, deram seu nome à povoação de Redondo, nome aproveitado, também, para denominar o novo Município quando, em 1948, foi criado e desmembrado de Turiaçu. Gentílico: cândido-mendense.[5]
- Formação administrativa: Distrito criado com a denominação de Cândido Mendes, pela lei estadual nº 1151, de 16-04-1924. Em divisão administrativa referente ao ano de 1933, o distrito de Cândido Mendes figura no município de Turiaçu. Assim permanecendo em divisões territoriais datadas de 31 de dezembro de 1936 e 31 de dezembro de 1937. Elevado à categoria de município com a denominação de Cândido Mendes, pela lei estadual nº 190, de 22 de novembro de 1948, desmembrado de Turiaçu. Sede no antigo distrito de Cândido Mendes. Constituído do distrito sede. Não temos a data de Instalação. Pela lei estadual nº 269, de 31 de dezembro de 1948, são criados os distritos de Aurizona, Barão de Tromaí e Estandarte. Em divisão territorial datada de 1 de julho de 1950, o município é constituído de 4 distritos: Cândido Mendes, Aurizona, Barão de Tromaí e Estandarte. Pela lei estadual nº 2374, de 9 de junho de 1964, desmembra do município de Cândido Mendes o distrito de Aurizona, para formar o novo município de Godofredo Viana. Em divisão territorial datada de 1 de janeiro de 1979, o município é constituído de 3 distritos: Cândido Mendes, Barão de Tromaí e Estandarte.[5]

## Geografia
O território do município de Cândido Mendes é de 1.643,796 quilômetros quadrados, o que o coloca na posição 55 dentre as 217 cidades do estado do Maranhão.
Demografia
De acordo com o Censo Demográfico de 2022, a população de Cândido Mendes era de 19.932 habitantes e a densidade demográfica era de 12,19 habitantes por quilômetro quadrado. Comparando-se com outros municípios do estado do Maranhão, ficava nas posições 89 e 157 de 217. Já a estimativa populacional para o ano de 2024 era de 20.413 pessoas.
Educação
Em 2010, a taxa de escolarização de 6 a 14 anos de idade era de 96,5%. Comparando-se com outros municípios do estado do Maranhão, ficava na posição 124 de 217. Já o Índice de Desenvolvimento da Educação Básica (IDEB), no ano de 2023, para os anos iniciais do ensino fundamental na rede pública era 5 e para os anos finais, 4,5.
| Taxa de escolarização de 6 a 14 anos de idade [2010]             | 96,5 %           |
| IDEB – Anos iniciais do ensino fundamental (Rede pública) [2023] | 5,0              |
| IDEB – Anos finais do ensino fundamental (Rede pública) [2023]   | 4,5              |
| Matrículas no ensino fundamental [2023]                          | 3.296 matrículas |
| Matrículas no ensino médio [2023]                                | 683 matrículas   |
| Docentes no ensino fundamental [2023]                            | 228 docentes     |
| Docentes no ensino médio [2023]                                  | 56 docentes      |
| Número de estabelecimentos de ensino fundamental [2023]          | 34 escolas       |
| Número de estabelecimentos de ensino médio [2023]                | 2 escolas        |

Fonte: IBGE
Economia
Em 2021, o PIB per capita do município de Cândido Mendes era de R$ 7.205,58. Comparando-se com outros municípios do estado do Maranhão, ficava na posição 180 de 217. Já o percentual de receitas externas em 2023 era de 96,11%, o que colocava na posição 38 de 217.
| PIB per capita [2021]                                                                           | 7.205,58 R$       |
| Índice de Desenvolvimento Humano Municipal (IDHM) [2010]                                        | 0,561             |
| Total de receitas brutas realizadas [2023]                                                      | 121.677.023,10 R$ |
| Transferências correntes (Percentual em relação às receitas correntes brutas realizadas) [2023] | 96,11 %           |
| Total de despesas brutas empenhadas [2023]                                                      | 112.763.646,50 R$ |

Fonte: IBGE
| Salário médio mensal dos trabalhadores formais [2022]                                             | 1,9 salários mínimos |
| Pessoal ocupado [2022]                                                                            | 1.405 pessoas        |
| População ocupada [2022]                                                                          | 7,05 %               |
| Percentual da população com rendimento nominal mensal per capita de até 1/2 salário mínimo [2010] | 58,2 %               |

Fonte: IBGE

### Rodovias
- MA-101

## Política e administração
- Prefeito: José Bonifácio Rocha de Jesus, também conhecido como Facinho.[7][8]
- Vice-prefeito: Alexsandra Viana Pereira, também conhecida como Alê do Povo.[9]